# حسن عباسي
حسن عباسي (بالفارسية: حسن عباسی) هو سياسي إيراني، ولد في 1966 في إيران.

## وصلات خارجية
- الموقع الرسمي